# ماتياس روست
ماتياس روست (بالألمانية: Mathias Rust) (ولد في 1 يونيو 1968) هو طيار ألماني معروف بهبوطه غير القانوني بالقرب من الميدان الأحمر في موسكو في 28 مايو 1987. حين كان طيارًا هاويًا، طار المراهق من هلسنكي في فنلندا، إلى موسكو، وقد تم تعقبه عدة مرات بواسطة الدفاع الجوي السوفيتي والمعترضات. لم يحصل المقاتلون السوفيت على إذن مطلقًا لإطلاق النار عليه، وكانوا مخطئين عدة مرات في أن طائرته كانت طائرة صديقة. لقد هبط على جسر Bolshoy Moskvoretsky بجوار الساحة الحمراء بالقرب من الكرملين في عاصمة الاتحاد السوفيتي.
قال روست إنه يريد إنشاء «جسر وهمي» إلى الشرق، وقال إن رحلته كانت تهدف إلى تقليل التوتر والشك بين طرفي الحرب الباردة.
كان لرحلة روست عبر نظام دفاع جوي يفترض أنه لا يمكن اختراقه تأثير كبير على الجيش السوفيتي وأدت إلى إقالة العديد من كبار الضباط، بما في ذلك وزير الدفاع مارشال الاتحاد السوفيتي سيرجي سوكولوف والقائد العام لقوات الدفاع الجوي السوفيتي، القائد الطيار المقاتل السابق في الحرب العالمية الثانية المارشال ألكسندر كولدونوف. ساعد الحادث ميخائيل غورباتشوف في تنفيذ إصلاحاته، حيث سمح له بإقالة العديد من المسؤولين العسكريين المعارضين لسياساته. حُكم على روست بالسجن أربع سنوات تابع للنظام العام لانتهاكه قواعد عبور الحدود والمرور الجوي، وإثارة حالة طارئة عند هبوطه. تم العفو عنه رسميًا من قبل رئيس هيئة رئاسة مجلس السوفيت الأعلى أندري غروميكو، وأُطلق سراحه بعد 14 شهرًا في السجن.

## ملف تعريف الرحلة

مسار الرحلة

كان روست، البالغ من العمر 18 عامًا، طيارًا عديم الخبرة، لديه حوالي 50 ساعة من الخبرة في الطيران في وقت رحلته. يوم 13 مايو عام 1987، غادر روست من مطار يوترسن قرب هامبورغ وبلدته فيدل في طائرته المستأجرة ريمس سيسنا F172P D-ECJB، والتي تم تعديلها عن طريق إزالة بعض المقاعد واستبدالها بخزانات وقود إضافية. أمضى الأسبوعين التاليين في السفر عبر شمال أوروبا، وزيارة جزر فارو، وقضاء أسبوع في آيسلندا، ثم زيارة برغن في طريق عودته. لقد نُقل عنه لاحقًا قوله أنه كان لديه فكرة محاولة الوصول إلى موسكو حتى قبل المغادرة، ورأى الرحلة إلى أيسلندا (حيث زار بيت هوفدي، موقع المحادثات الفاشلة بين الولايات المتحدة والاتحاد السوفيتي في أكتوبر 1986) كوسيلة لاختبار مهاراته في القيادة.
في 28 مايو 1987، تزود روست بالوقود في مطار هلسنكي مالمي. أخبر مراقبة الحركة الجوية أنه ذاهب إلى ستوكهولم وأقلع الساعة 12:21. ومباشرة بعد اتصاله الأخير بمراقبة حركة المرور، حوَّل طائرته إلى الشرق بالقرب من نوميلا. حاول مراقبو الحركة الجوية الاتصال به أثناء تحركه حول مسار هلسنكي وموسكو المزدحم، لكن روست أوقف جميع معدات الاتصالات الخاصة به.
اختفى روست من رادار الحركة الجوية الفنلندي بالقرب من إسبو. افترض أفراد التحكم حالة الطوارئ وتم تنظيم جهود الإنقاذ، بما في ذلك زورق دورية لحرس الحدود الفنلندي. لقد عثروا على بقعة زيت بالقرب من سيبو حيث اختفى روست عن الرادار، وأجروا عملية بحث تحت الماء دون نتائج.
عبر روست ساحل بحر البلطيق فوق إستونيا واتجه نحو موسكو. في الساعة 14:29 ظهر على رادار قوات الدفاع الجوي السوفيتي، وبعد الفشل في الرد على إشارة نظام تحديد العدو والصديق، تم تعيينه برقم القتال 8255. لقد تعقبته ثلاث كتائب SAM من فيلق الدفاع الجوي الرابع والخمسين لبعض الوقت، لكنها فشلت في الحصول على إذن لإطلاق الصواريخ عليه. تم تجهيز جميع الدفاعات الجوية وتم إرسال اثنين من المعترضات للتحقيق. وفي 14:48، بالقرب غدوف، لاحظ الطيار الملازم أول A. Puchnin قائد طراز ميج 23 طائرة رياضة بيضاء مشابهة ل ياكوفليف ياك-12 وطلب الحصول على إذن للاشتباك، ولكن تم الرفض.
فقد المقاتلون الاتصال بروست بعد ذلك بوقت قصير. بينما تمت إعادة توجيههم إليه اختفى من الرادار بالقرب من ستارايا روسا. تكهنت مجلة بونتي الألمانية الغربية بأنه ربما هبط هناك لبعض الوقت، مشيرةً إلى أنه غير ملابسه أثناء رحلته وأنه استغرق الكثير من الوقت للسفر إلى موسكو بالنظر إلى سرعة طائرته والظروف الجوية.
أعاد الدفاع الجوي الاتصال بطائرة روست عدة مرات، لكن الارتباك تبع كل هذه الأحداث. تم تقسيم نظام PVO قبل فترة وجيزة إلى عدة مناطق، مما أدى إلى تبسيط الإدارة ولكنه تسبب في نفقات إضافية إضافية لتتبع الضباط على حدود المناطق. كان فوج الجو المحلي بالقرب من بسكوف في مناورات، وبسبب ميل الطيارين عديمي الخبرة إلى نسيان إعدادات محدد نظام تحديد العدو والصديق الصحيحة، قام ضباط التحكم المحلي بتعيين جميع حركة المرور إلى الوضع الصديق للمنطقة، بما في ذلك روست.
كان هناك موقف مماثل بالقرب من تورجوك، حيث تم إنشاء حركة المرور الجوية المتزايدة من خلال جهود الإنقاذ لحادث جوي في اليوم السابق. تم الخلط بين روست، الذي كان يطير بطائرة دافعة بطيئة، مع إحدى المروحيات المشاركة في الإنقاذ. تم رصده عدة مرات وتم منحه اعترافًا وديًا كاذبًا مرتين. كان روست يُعتبر طائرة تدريب محلية تتحدى اللوائح، وتم منحه الأولوية الأقل من قبل قوات الدفاع الجوي.
حوالي الساعة 19:00 ظهر روست فوق موسكو. كان ينوي في البداية الهبوط في الكرملين، لكنه اعتقد أن الهبوط في الداخل، المخفي بواسطة جدران الكرملين، كان سيسمح للمخابرات السوفيتية بالقبض عليه وإنكار الحادث. لذلك، قام بتغيير مكان هبوطه إلى الميدان الأحمر. لم تسمح له حركة المرور الكثيفة للمشاة بالهبوط هناك أيضًا، لذلك بعد الدوران حول الساحة مرة أخرى، تمكن من الهبوط على جسر Bolshoy Moskvoretsky بجوار كاتدرائية القديس باسيل لقد وجد تحقيق لاحق أن أسلاك ترولي باص التي عادة ما تعلق فوق الجسر - والتي كانت ستمنع هبوطه هناك - قد أزيلت للصيانة في ذلك الصباح، وقد تم استبدالها في اليوم التالي. بعد التاكسي بعد الكاتدرائية، توقف روست حوالي 100 متر (330 قدم) من الساحة، حيث تم استقباله من قبل المارة المستغربين وطلبوا منه التوقيعات. عندما سُئل من أين جاء، أجاب «ألمانيا» مما جعل المارة يعتقدون أنه من ألمانيا الشرقية، ولكنهم فوجئوا عندما قال ألمانيا الغربية. قام طبيب بريطاني بتسجيل شريط فيديو حول روست وهو يدور فوق الساحة الحمراء وهبوطه على الجسر. تم القبض على روست بعد ساعتين.

## العواقب

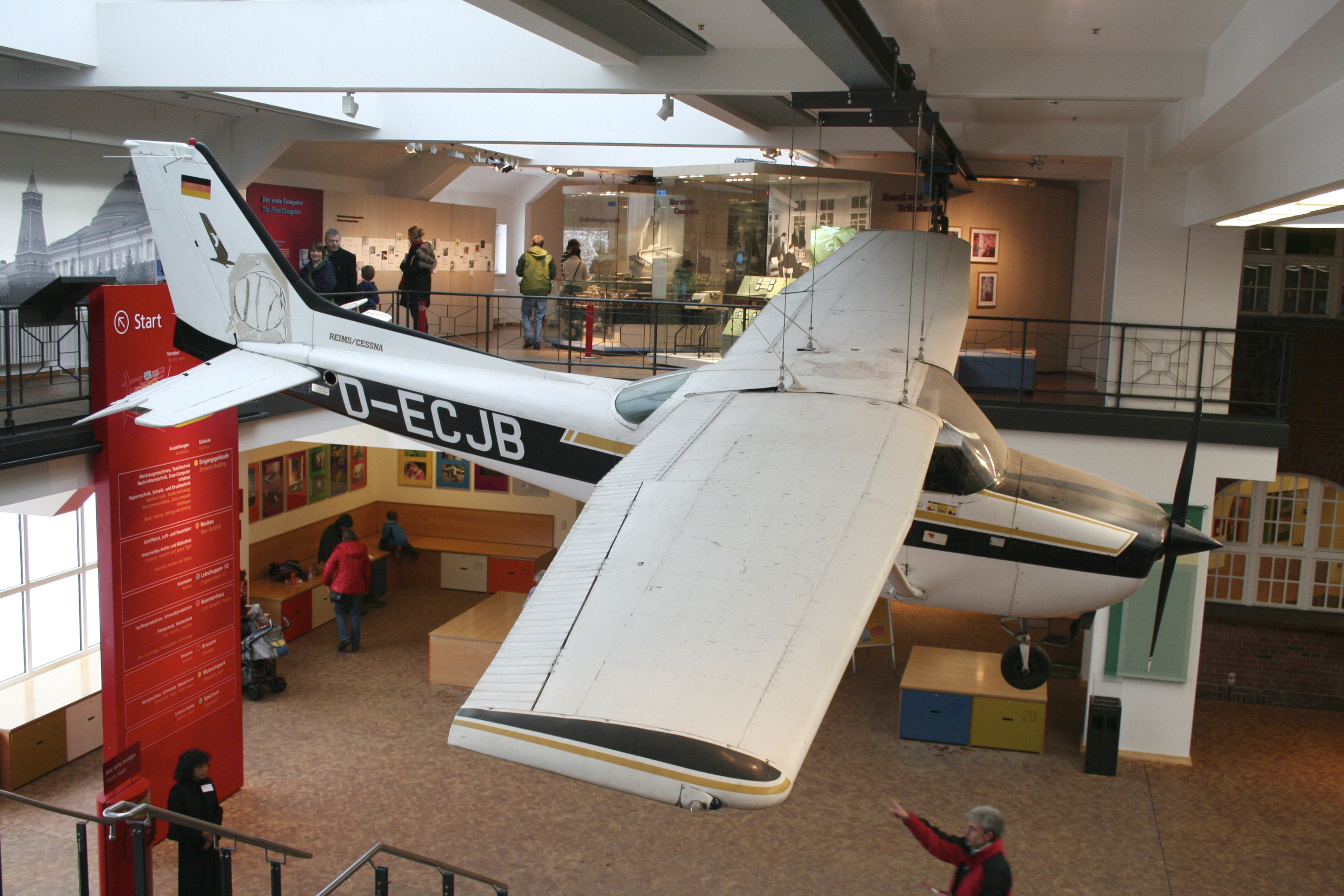
D-ECJB في المتحف الألماني للتكنولوجيا في برلين (2010)

بدأت محاكمة روست في موسكو في 2 سبتمبر 1987. حُكم عليه بأربع سنوات في معسكر عمل للنظام العام بسبب الشغب، وتجاهل قوانين الطيران، وخرق الحدود السوفيتية. لم يتم نقله أبدًا إلى معسكر عمل، وبدلًا من ذلك قضى وقته في مركز الاحتجاز المؤقت في ليفورتوفو في موسكو. بعد شهرين، وافق ريغان وجورباتشوف على توقيع معاهدة للقضاء على الأسلحة النووية متوسطة المدى في أوروبا، وأمر مجلس السوفيت الأعلى بإطلاق روست في أغسطس 1988 كبادرة حسن نية تجاه الغرب.
رافق عودة روست إلى ألمانيا في 3 أغسطس 1988 اهتمامًا إعلاميًا كبيرًا، لكنه لم يتحدث إلى الصحفيين المجتمعين. باعت عائلته الحقوق الحصرية للقصة لمجلة شتيرن الألمانية مقابل 100 ألف مارك ألماني. لقد ذكر أنه تلقى معاملة جيدة في السجن السوفيتي. وصفه الصحفيون بأنه «غير مستقر نفسيًا وغير عالمي بطريقة خطيرة».
يقول وليام أودوم إلدريدج، المدير السابق لوكالة الأمن القومي الأمريكية ومؤلف كتاب «انهيار الجيش السوفيتي»، إن رحلة روست أضرت بسمعة الجيش السوفيتي بشكل لا يمكن إصلاحه، وأن هذا مكن غورباتشوف من إزالة العديد من أقوى المعارضين لإصلاحاته. تم فصل وزير الدفاع سيرجي سوكولوف ورئيس قوات الدفاع الجوي السوفيتي ألكسندر كولدونوف مع مئات الضباط الآخرين. كان هذا أكبر تغيير في الجيش السوفيتي منذ عمليات التطهير التي نفذها ستالين 50 عامًا.
تم بيع Reims Cessna F172P المستأجرة من روست (الرقم التسلسلي F17202087)، المسجلة D-ECJB، إلى اليابان حيث تم عرضها لعدة سنوات. في عام 2008، تمت إعادتها إلى ألمانيا ووضعت في المتحف الألماني للتكنولوجيا في برلين.
نظرًا لأن رحلة روست بدت وكأنها ضربة لسلطة النظام السوفيتي فقد كانت مصدرًا للعديد من النكات والأساطير الحضرية. أشار سكان موسكو لفترة من الوقت بعد الحادث مازحين إلى الميدان الأحمر باسم شيريميتيفو 3 (شيريميتيفو -1 و -2 هما محطتا الركاب في مطار موسكو الدولي). في نهاية عام 1987، تم تحديث كود راديو الشرطة الذي استخدمه ضباط إنفاذ القانون في موسكو ليشمل رمزًا لهبوط طائرة.
يوجد في إستونيا في حديقة ساكا مانور نصب تذكاري مخصص لرحلة روست.

## الحياة في وقت لاحق
أثناء قيامه بخدمة المجتمع الإلزامية بمستشفى في ألمانيا الغربية في عام 1989، طعن رست زميلته في العمل التي رفضته. الضحية نجت بالكاد. لقد أدين بمحاولة القتل غير العمد وحكم عليه بالسجن لمدة عامين ونصف، ولكن أطلق سراحه بعد 15 شهرًا. منذ ذلك الحين عاش حياة مجزأة، واصفًا نفسه بأنه «كائن غريب الأطوار قليلًا». بعد إطلاق سراحه من المحكمة، اعتنق الهندوسية في عام 1996 ليصبح مخطوبًا لابنة تاجر شاي هندي. في عام 2001، أدين بسرقة السترة الكشمير وأمر بدفع غرامة قدرها 10,000 مارك ألماني، والتي تم تخفيضها لاحقًا إلى 600 مارك ألماني. حدث خلاف آخر مع القانون في عام 2005، عندما أدين بالاحتيال واضطر إلى دفع 1500 يورو للبضائع المسروقة. في عام 2009، وصف روست نفسه بأنه لاعب بوكر محترف. وفي عام 2012، وصف نفسه كمحلل في مصرف استثماري مقره في زيورخ.

### نشاط السلام
في أكتوبر 2015، نشرت الصحيفة الهندوسية مقابلة مع روست بمناسبة الذكرى الخامسة والعشرين لإعادة توحيد ألمانيا. افترض روست أن الفشل المؤسسي في الدول الغربية في الحفاظ على المعايير الأخلاقية والتمسك بأولوية المثل الديمقراطية كان يؤسس لعدم الثقة بين الشعوب والحكومات. وفي إشارة إلى نشأة حرب باردة جديدة بين روسيا والقوى الغربية، اقترح روست أن الهند يجب أن تتعامل بحذر وتتجنب التشابك: «ستتم خدمة الهند بشكل أفضل إذا اتبعت سياسة الحياد أثناء تفاعلها مع الدول الأعضاء في الاتحاد الأوروبي باعتبارها إن القوى الأوروبية الكبرى في الوقت الحاضر تتبع السياسة الخارجية للولايات المتحدة بلا شك». كما زعم: «لقد هيمنت الكيانات الاعتبارية على الحكومات وتوقف المواطنون عن الاهتمام بالسياسة العامة».

## في وسائل الإعلام
بعد الذكرى العشرين لرحلته في 28 مايو 2007، أجرت وسائل الإعلام الدولية مقابلة مع روست حول الرحلة وآثارها.
لدى كل من واشنطن بوست وبيلد طبعات على الإنترنت لمقابلاتهما. تم إجراء المقابلة التلفزيونية الأكثر شمولًا المتاحة عبر الإنترنت من قبل هيئة الإذاعة الدنماركية، وفي مقابلتهم المعنونة روست في الميدان الأحمر، المسجلة في مايو 2007، يقدم روست رواية كاملة عن الرحلة باللغة الإنجليزية.

## روابط خارجية
- ماتياس روست على موقع IMDb (الإنجليزية)
- مقتطفات من مقطع فيديو يلتقط طيران وهبوط روست في موسكو
- روست في الساحة الحمراء (بالإنجليزية) حول الرحلة وما بعدها. يتم تضمين مقاطع المقابلة في عرض فلاش تقديمي. (أكتوبر 2007)
- مقابلة تلفزيونية عام 2007 على يوتيوب بالإنجليزية في طاقم الأخبار الدنماركية ترجمة إنجليزية (28 مايو 2007)
- مجلة سميثسونيان للطيران والفضاء: «الرحلة السيئة لماتياس روست» مقالة شاملة عن الرحلة والآثار السياسية في اتحاد الجمهوريات الاشتراكية السوفيتية أثناء عهد غورباتشوف (1 يوليو 2005)
- الغارديان: مقابلة مع ماتياس روست
- أين هم الآن؟: ماتياس روست نسخة محفوظة 15 ديسمبر 2018 على موقع واي باك مشين.
- ذا سيسنا، رقم التسجيل D-ECJB في المتحف الألماني للتكنولوجيا، برلين
- Novaya Gazeta: РУСТ - ЭТО ПО-НАШЕМУ
- واشنطن بوست: دبلوماسي مريب في واشنطن بوست مقال عن حادثة روست، وحياته اليوم. (27 مايو 2007)
- ماتياس روست، يطير إلى قلب اتحاد الجمهوريات الاشتراكية السوفيتية، بقلم خوسيه أنطونيو لوزانو (بالإسبانية)
- راديو Danmarks - مقابلة "روست في الميدان الأحمر"، مايو 2007
- ماتياس روست في قاعدة بيانات الأفلام على الإنترنت
- مقالة بي بي سي بما في ذلك الفيديو الأصلي للهبوط.
- مقابلة ماتياس روست من بودكاست الحب + راديو